# Juárez, Nuevo León
Juárez là một đô thị thuộc bang Nuevo León, México. Năm 2005, dân số của đô thị này là 144380 người.